# انجیل در اسلام
انجیل (به عربی: إنجیل، آوانگاری: ʾInjīl؛ املای جایگزین: Ingil یا Injeel) نام عربی انجیل عیسی (عیسی در اسلام) است. این انجیل توسط قرآن به‌عنوان یکی از چهار کتاب مقدس اسلامی توصیف شده‌است که توسط خداوند نازل شده‌است، سایرین عبارتند از زبور (احتمالاً مزامیر)، تورات و خود قرآن.
واژهٔ انجیل نیز در قرآن، احادیث و اسناد اولیه مسلمانان برای اشاره به کتاب و وحی‌هایی که خداوند به عیسی انجام داده‌است، به کار رفته‌است.

## ریشه‌شناسی
واژه عربی انجیل (انجیل) همان‌طور که در متون اسلامی یافت می‌شود و اکنون توسط غیر عرب‌های مسلمان و غیرمسلمانان عرب نیز استفاده می‌شود، از واژه آرامی سریانی awongaleeyoon مشتق شده‌است که در پشیتا (ترجمه سریانی کتاب مقدس) یافت می‌شود. که به نوبه خود از واژه یونانی euangelion (Εὐαγγέλιον) از زبان یونانی اصلی عهد جدید، جایی که به معنای «خبر خوب» است (از یونانی «Εὐ αγγέλιον»؛ انگلیسی باستانی «gōdspel»؛ انگلیسی مدرن «انجیل»، به عنوان یک باستان گرایی، مثلاً ر.ک. واژه انجیل دوازده بار در قرآن آمده‌است.

## شناسایی
دانشمندان مسلمان در برابر یکی دانستن انجیل با عهد جدید مقاومت کرده‌اند. برخی باور دارند انجیل ممکن است انجیل برنابا یا انجیل توماس باشد. برخی انجیل‌های مسیحی را تفسیری از انجیل اصلی می‌دانند که بر عیسی نازل شده‌است. به‌طور معمول، دانشمندان مسلمان استدلال کرده‌اند که انجیل به متنی اشاره دارد که اکنون به دلیل روایات اضافه شده توسط نویسندگان دیگر گم شده یا به طرز ناامیدانه‌ای خراب شده‌است؛ مثلاً عبدالله یوسف علی نوشته‌است:
«انجیل (به یونانی، انجیل برابر است با انجیل) که قرآن از آن سخن گفته‌است، عهد جدید نیست. این چهار انجیل اکنون به‌عنوان متعارف دریافت نشده‌است. این انجیل واحدی است که اسلام آموزش می‌دهد که بر عیسی نازل شد و او آن را آموزش داد. قطعاتی از آن در انجیل‌های متعارف دریافت شده و در برخی دیگر که آثاری از آنها باقی مانده‌است (مثلاً انجیل کودکی یا میلاد مسیح، انجیل قدیس برنابا و غیره) باقی مانده‌است.»
آیات متعددی از قرآن توسط برخی از علمای غیرمسلمان اشکال در این دیدگاه دانسته شده‌است، مانند:
«و عیسی بن مریم را به پیروی از آنان در پیش گرفتیم و آنچه را که پیش از او در تورات نازل شده بود تصدیق کرد و انجیل را که در آن هدایت و نور مؤید است به او عطا کردیم. آنچه پیش از آن در تورات نازل شده‌است، هدایت و اندرزی است برای پرهیزگاران. اهل انجیل بر اساس آنچه خداوند در آن نازل کرده‌است، قضاوت کنند». — قرآن، سوره ۵ (مائده)، آیه ۴۶، ۴۷
درحالی‌که دانشمندان مسلمان این آیه را این گونه تفسیر می‌کنند که خداوند به مسیحیان هشدار می‌دهد که قانون را برخلاف شریعت فرستاده‌شده از جانب خدا اجرا نکنند، دیگر دانشمندان آن را تأیید کننده حفظ انجیل‌ها عهد جدید می‌دانند:
بنابراین اگر قرآن علیه مسیحیان خاصی صحبت می‌کند، در حمایت از انجیل صحبت می‌کند، و علاوه بر این فرض می‌کند که وحی معتبر مسیحی هنوز در زمان خود در دسترس است.
گابریل سعید رینولدز نیز در پژوهش خود استدلال کرد که چندین واژه به‌کار رفته در آیات که نشان‌دهندهٔ تحریف است، به جای تغییر، برای تفسیر انجیل بوده‌است.

## طبیعت
صرف نظر از اختلاف نظر علمی، مسلمانان معمولاً باور دارند که انجیل به یک انجیل واقعی اشاره دارد که از طرف خدا به عیسی عطا شده‌است. بسیاری از مسلمانان بر این باورند که انجیل توسط خداوند بر عیسی نازل شده‌است به نحوی که قرآن بر محمد نازل شده‌است. همان‌طور که از آیاتی در قرآن فرض می‌شود که انجیل پیام دریافتی بوده‌است، مانند (tr. پیکتال):
«سپس پیامبران خود را به دنبال آنها قرار دادیم. و عیسی بن مریم را پیروی کردیم و به او انجیل دادیم و در دل‌های پیروان رحمت و رحمت قرار دادیم.»— قرآن ۵۷:۲۷
مسلمانان این دیدگاه را رد می‌کنند که عیسی یا هر شخص دیگری انجیل را نوشته‌است، در عوض نویسندگی آن را به خدا نسبت می‌دهند. بسیاری از دانشمندان مسلمان همچنان بر این باورند که انجیل کتاب مقدس دستخوش تغییر شده‌است، واژگان و معنای واژگان تحریف شده‌است، برخی از قسمت‌ها حذف شده و برخی دیگر اضافه شده‌اند. یک اصل کلیدی اسلامی در مورد یگانگی (توحید) و تمامیت الوهیت خداوند به این معنی است که از نظر آنها غیرممکن است که عیسی خدای تجسد یا پسر خدا باشد و ادعای خلاف آن در انجیل‌ها کتاب مقدس باید به دلیل اضافات بعدی باشد. با این وجود، انجیل توسط مسلمانان به‌عنوان یک منبع تاریخی استفاده شده‌است. در قرآن (تفسیر معنا) آمده‌است:
(ای مسلمانان) آیا باز هم آرزو می‌کنید که شما را باور می‌کنند، گرچه گروهی از آنان کلام خدا را می‌شنیدند، سپس با فهمیدن آن، آگاهانه آن را تحریف می‌کردند؟— قرآن ۲:۷۵
پس وای بر کسانی که کتاب آسمانی را با دست خود می‌نویسند سپس می‌گویند: این از جانب خداست تا آن را به بهایی اندک عوض کنند. وای بر آنان از آنچه دستشان نوشته و وای بر آنان از آنچه به دست می‌آورند.— قرآن ۲:۷۹
همانا کسانی که گفتند: الله سومین سه نفر است کافر شدند. و معبودی جز خدای یگانه نیست. و اگر از سخنان خود دست برندارند، قطعاً به کافرانشان عذاب دردناکی خواهد رسید.— قرآن ۵:۷۳
بر پایهٔ حدیثی که بخاری جمع‌آوری کرده‌است:
اهل کتاب تورات را به زبان عبری می‌خواندند و سپس به عربی برای مسلمانان توضیح می‌دادند. رسول خدا فرمود (به مسلمانان). «به اهل کتاب ایمان نیاورید و آنها را کافر نکنید، بلکه بگویید: ما به خدا و آنچه بر ما نازل شده و به آنچه بر تو نازل شده ایمان آوردیم.»— کتاب صحیح البخاری ۹۶، حدیث ۸۹